# Овце
Овце (лат. Ovis) су род из породице шупљорожаца (Bovidae), односно потпородице коза и оваца (Caprinae). Поред домаће овце у овај род спадају и дивље овце. 

## Карактеристике
Овце су здепастије од других шупљорожаца, а њихови рогови су обично савијени уназад и спирални. Овце имају мирисне жлезде на глави и на ногама. Овнови (мужјаци) могу да осете да су женке (овце) спремне за парење на основу њиховог мириса, а своју територију обележавају тако што остављају свој мирис трљањем о стење. Као и остали преживари имају желудац који се састоји од четири коморе. 
Домаће овце се узгајају због меса, млека и вуне. 

## Врсте
Најзначајније врсте:
|  | Ovis aries      | Домаћа овца     |
|  | Ovis gmelini    | Муфлон          |
|  | Ovis vignei     | Уријал          |
|  | Ovis ammon      | Аргали          |
|  | Ovis nivicola   | Снежна овца     |
|  | Ovis dalli      | Долова овца     |
|  | Ovis canadensis | Амерички муфлон |

## Понашање
Дивље овце обично насељавају станишта у планинским пределима. У поређењу са другим унгулатним сисарима релативно су мале, код већине врста оваца одрасле јединке теже мање од 100 kg.  Биљоједи су и хране се пре свега травом, али и осталим биљкама и лишајевима. Тела дивљих оваца су прекривена густим крзном (руном) које их штити од хладноће. Крзно (руно) садржи дугачке чврсте длаке које прекривају краће вунасте длаке, а које израстају у јесен и затим опадају на пролеће.
Овце су друштвене животиње у живе у групама које се називају стадо. На овај начин се штите од грабљиваца. Када је лоше време оне се збијају једна уз другу и на тај начин успевају да очувају топлоту. Стада оваца су стално у покрету због проналажења нових пашњака и погоднијег станишта с` променом годишњег доба. У сваком стаду постоји ован предводник.
Овнови се боре једни против других због успостављања доминације и због права на парење са женкама. Обично не долази до повреда у току борби, јер рогови преузимају и амортизују силину удараца. Такође их штити и дебела кожа и лобања.
Дивље овце имају оштра чула вида и слуха. Када примете грабљивце дивље овце обично побегну узбрдо. Могу и да нападну грабљивца роговима, по томе је нарочито позната Долова овца за коју постоје забележени случајеви гурања вукова са литица.